# دیانوگردیه
دیانوگِرِدیه (به مجاری:  Gyanógeregye) یک شهرداری در مجارستان است که در واش واقع شده‌است. دیانوگِرِدیه ۷٫۰۷ کیلومتر مربع مساحت و ۱۷۱ نفر جمعیت دارد.